# صعوه (تربت حیدریه)
صعوه یک روستا در ایران است که در بخش مرکزی شهرستان تربت حیدریه در استان خراسان رضوی واقع شده‌است. صعوه ۹۰ نفر جمعیت دارد.

## جمعیت
این روستا در دهستان بالاولایت قرار دارد و براساس سرشماری مرکز آمار ایران در سال ۱۳۸۵، جمعیت آن ۹۰ نفر (۲۵ خانوار) بوده‌است.